# Las parkowy
Las parkowy – strefa przejściowa pomiędzy lasem równikowym a sawanną. W lesie parkowym drzewa rosną w niewielkich skupiskach na pograniczu zwartych obszarów leśnych. Zbliżony charakter ma step parkowy.